# Eröffnungsfeier der Olympischen Sommerspiele 2016
Die Eröffnungsfeier der Olympischen Sommerspiele 2016 fand am Abend des 5. August 2016 im Maracanã in Rio de Janeiro statt.

## Ablauf

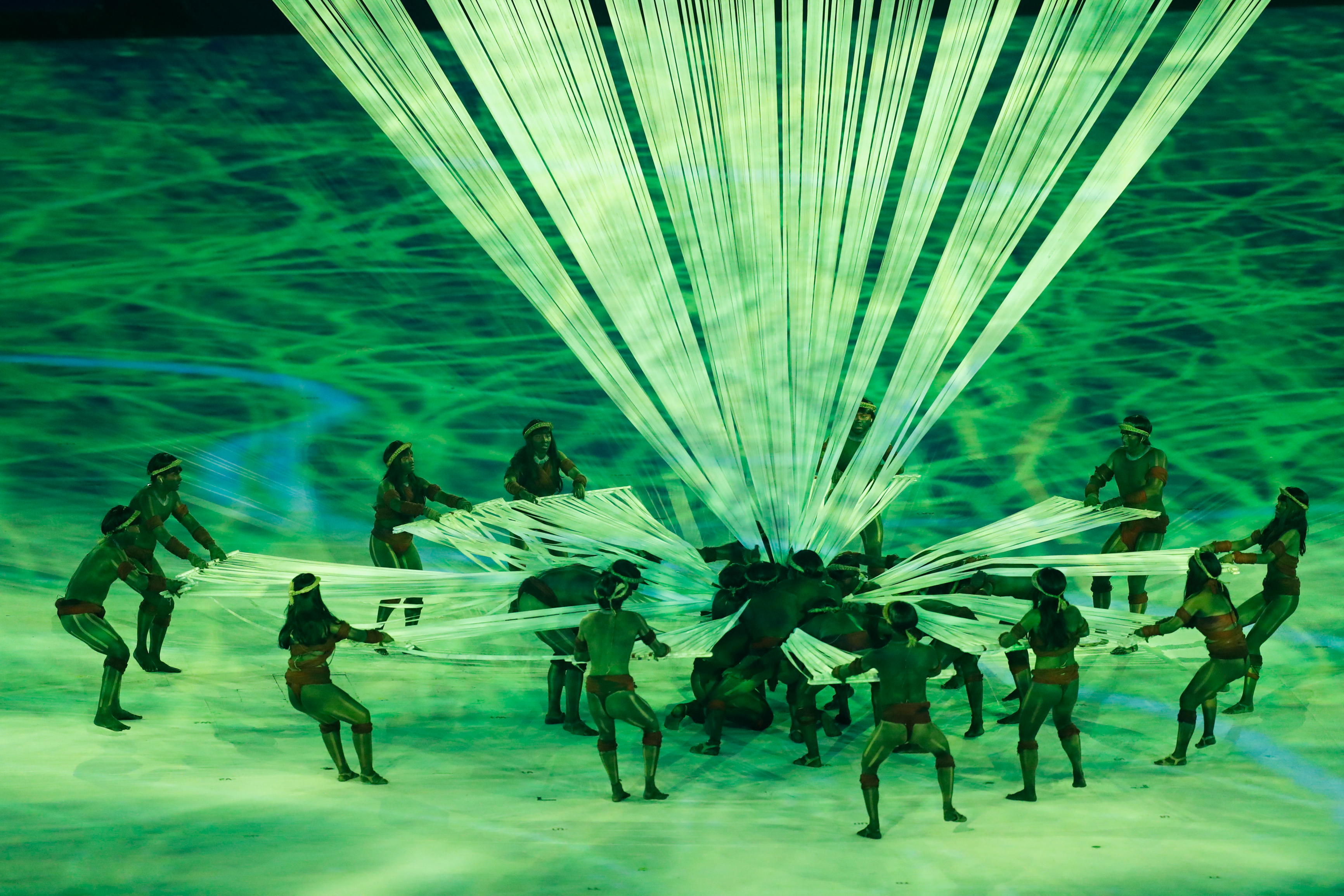
Szene aus dem Kulturprogramm der Eröffnungsfeier (Foto: Agência Brasil)

Die Eröffnungsfeiern der Olympischen Spiele umfassen eine Reihe traditioneller Elemente, die in der Olympischen Charta festgelegt sind. Auch die Eröffnungsfeier der Olympischen Spiele 2016 begann mit dem Hissen der Flagge und dem Abspielen der Nationalhymne des Gastgeberlandes Brasilien. Es folgte das Kulturprogramm mit Hunderten von Sambatänzern, Auftritten von Model Gisele Bündchen und Musikern wie Caetano Veloso, Ludmila Ferber und Gilberto Gil sowie einem emotionalen künstlerischen Appell gegen Umweltzerstörung, Klimawandel und die Abholzung des tropischen Regenwaldes.
Anschließend begann der traditionelle Einmarsch der teilnehmenden Athleten aus 206 Nationen und von zehn Athleten mit Flüchtlingsstatus in das Stadion. Wie stets seit 1928 marschierte die Mannschaft Griechenlands als erste ins Stadion, um an die antike Tradition der Olympischen Spiele zu erinnern. Danach folgen alle weiteren teilnehmenden Nationen in alphabetischer Reihenfolge der Hauptsprache des Gastgeberlandes. Dies obwohl der Sender NBC, der 7,75 Milliarden US-Dollar für die Übertragungsrechte gezahlt hatte, erreichen wollte, dass die Mannschaft der Vereinigten Staaten erst gegen Ende kommen sollte. Die US-Zuschauer sollten bis zum Ende vor dem Fernseher ausharren und so bessere Quoten bringen. Als vorletzte Delegation betrat jene des olympischen Flüchtlingsteams das Stadion. Den Abschluss des Einmarschs bildete die Mannschaft des Gastgeberlandes Brasilien. Jeder Athlet pflanzte beim Einzug den Setzling eines Baumes in eine Glas-Installation.
Anschließend wurde der frühere Leichtathlet Kipchoge Keino aus Kenia für seine Verdienste um Bildung, Entwicklung, Kultur und Sport mit dem neu geschaffenen Preis Olympic Laurel Award („Olympischer Lorbeer“) geehrt.
Der Vorsitzende des Organisationskomitees Carlos Arthur Nuzman hielt eine kurze Einführungsrede. Auf diesen folgte der Präsident des IOC, Thomas Bach, der u. a. „im Geiste der olympischen Solidarität und mit dem größten Respekt ... das Flüchtlingsteam willkommen“ hieß. Am Ende seiner Rede übergab Bach traditionsgemäß das Wort an das Staatsoberhaupt des Gastgeberlandes. Der umstrittene Übergangspräsident Michel Temer eröffnete unter Pfiffen des Publikums formell die Spiele.

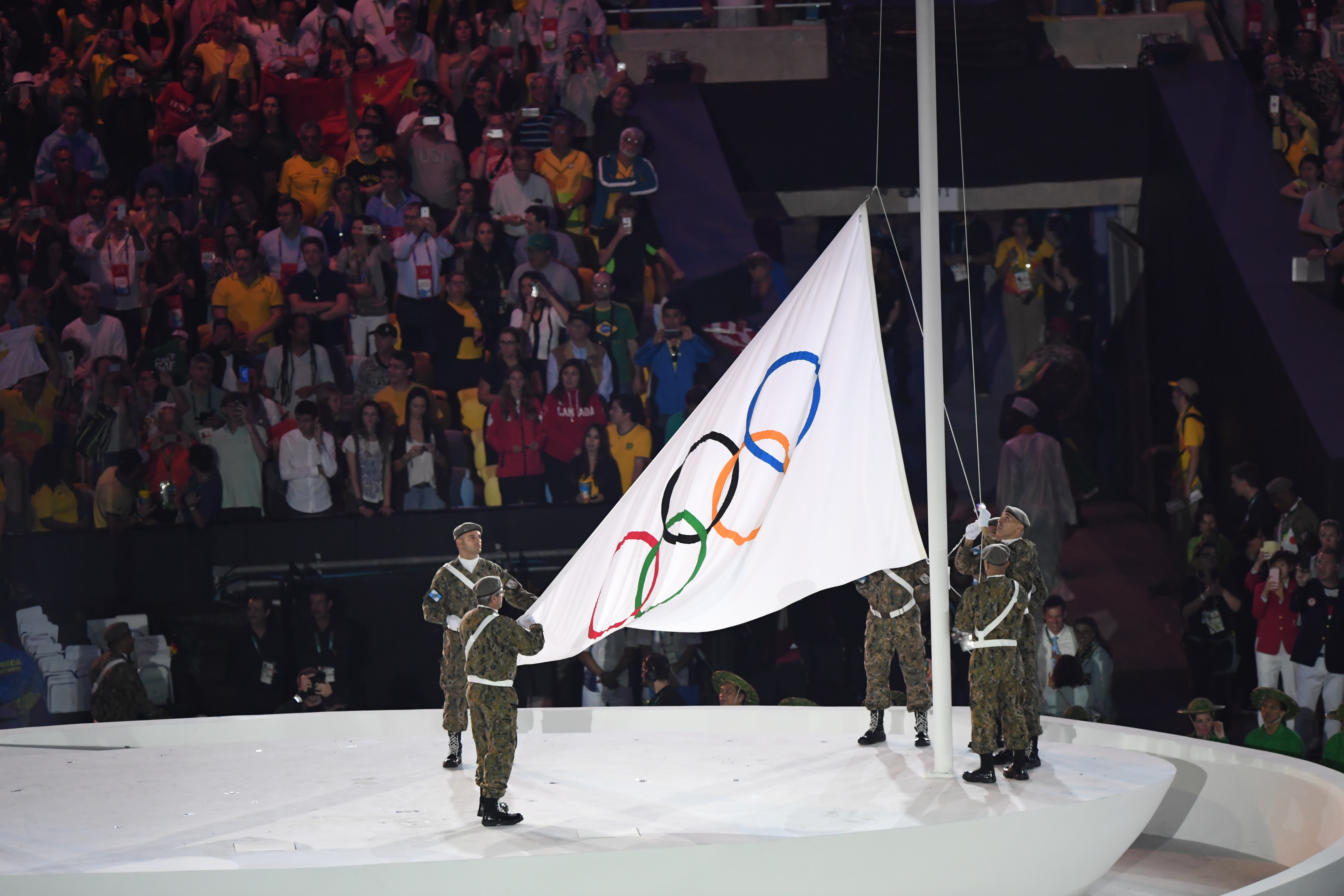
Hissen der olympischen Fahne

Es folgte die olympische Hymne, während die olympische Flagge ins Stadion getragen wurde. Danach versammelten sich die Flaggenträger aller teilnehmenden Länder um das Podium. Auf diesem sprachen Robert Scheidt (für die Sportler), Martinho Nobre (für die Kampfrichter) und Adriana Santos (für die Trainer) den olympischen Eid, mit dem sie das Einhalten der Regeln versprechen.
Der vorletzte Läufer des Staffellaufs brachte die olympische Fackel ins Stadion und übergab sie an den letzten Läufer, Vanderlei de Lima. Dieser entzündete dann mit der Fackel das Feuer. Die Feier endete mit einem Feuerwerk und mit einem Karnevalszug in die Stadt.

## Hauptverantwortliche
Zuständiger Direktor des Organisationskomitees und Hauptverantwortlicher für die Eröffnungsfeier war Leonardo Caetano.